# Mikael I av Portugal
Mikael I av Portugal (portugisiska: Dom Miguel eller Miguel I), född 26 oktober 1802, död 14 november 1866 på slottet Bronnbach i Baden, var regent av Portugal 1822–1824 och kung av Portugal 1828–1834.

## Biografi
Han var son till Johan VI av Portugal och Charlotta Joakima av Spanien, bror till Peter I av Brasilien.
När Frankrike erövrade Portugal 1807 flydde Dom Miguel och den kungliga familjen till Brasilien. Vid revolutionen 1822 återvände han till Portugal men tillsammans med sin mor och det klerikala partiet konspirerade han mot sin far, som var mer liberalt sinnad. Han gjorde ett misslyckat kuppförsök mot fadern 1824 och blev landsförvisad.
Hans far, Johan VI, avled 1826. Mikaels bror, Peter I av Brasilien, avsade sig sina anspråk på Portugals tron på villkoret att hans dotter, den sjuåriga Maria II utnämndes till drottning av Portugal och trolovades med sin farbror Mikael. Mikael blev utsedd till regent under Marias minderårighet, men 1828 genomförde han en statskupp och lät utropa sig till kung av Portugal. Som kung regerade han som envåldshärskare.
År 1832 landsteg hans bror, Peter, med en här i Porto i norra Portugal och 1833 bemäktigade han sig Lissabon. Mikaels flotta tillintetgjordes vid ett sjöslag vid Kap Sankt Vincent utanför Azorerna. Påföljande år gick Mikael med på att lämna Portugal i utbyte mot en årlig pension.
Han gifte sig 1851 med Adelheid av Löwenstein-Wertheim-Rosenberg (1831–1909).

## Barn
1. Maria (1852–1941) gift med infant Alfonso av Spanien (1849–1936)
2. Mikael, hertig av Braganza (1853–1927; från honom härstammar Portugals nuvarande tronpretendent, dom Duarte, hertig av Braganza, född 1945)
3. Maria Theresa av Portugal (1855–1944) gift med ärkehertig Karl Ludwig av Österrike
4. Maria Josefa av Portugal (1857–1943) gift med hertig Karl Theodor av Bayern
5. Adelgunde (1858–1946) gift med Enrico av Bourbon-Parma
6. Maria Anna av Portugal (1861–1942; gift med Vilhelm, storhertig av Luxemburg
7. Maria Antonia av Portugal (1862–1959; gift med Robert I av Parma

## Galleri

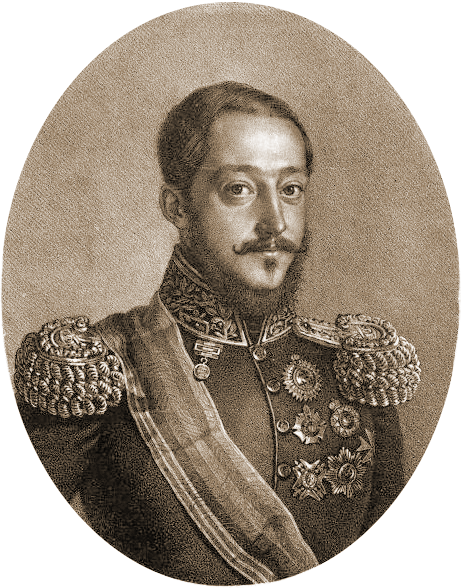
Mikael I av Portugal - Dom Miguel